# La Encina (Salamanca)
La Encina ist ein Ort und eine nordspanische Gemeinde (municipio) mit 100 Einwohnern (Stand: 2024) in der Provinz Salamanca in der Autonomen Gemeinschaft Kastilien-León. 

## Lage
La Encina liegt etwa 120 Kilometer südwestlich von Salamanca nahe der portugiesischen Grenze. Der Río Águeda begrenzt die Gemeinde im Süden.

## Bevölkerungsentwicklung
| Jahr      | 1900 | 1950 | 1960 | 1970 | 1981 | 1991 | 2001 | 2011 | 2021 |
| Einwohner | 545  | 796  | 701  | 501  | 384  | 274  | 196  | 126  | 104  |

## Sehenswürdigkeiten
- Kirche Mariä Himmelfahrt (Iglesia de Nuestra Señora de la Asunción)
- Christuskapelle (Ermita del Cristo)
- Rathaus
- Parkanlagen

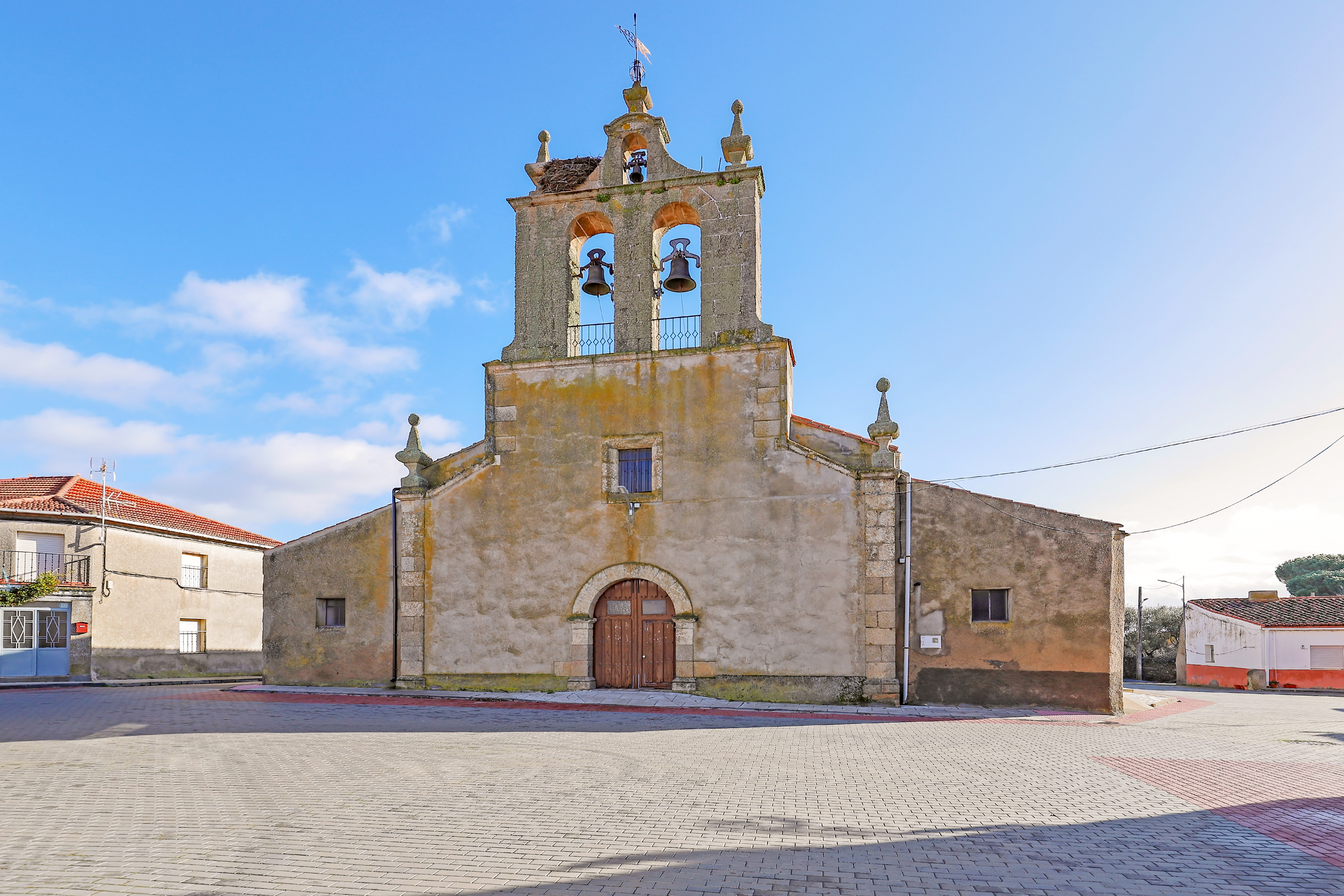
Kirche Mariä Himmelfahrt
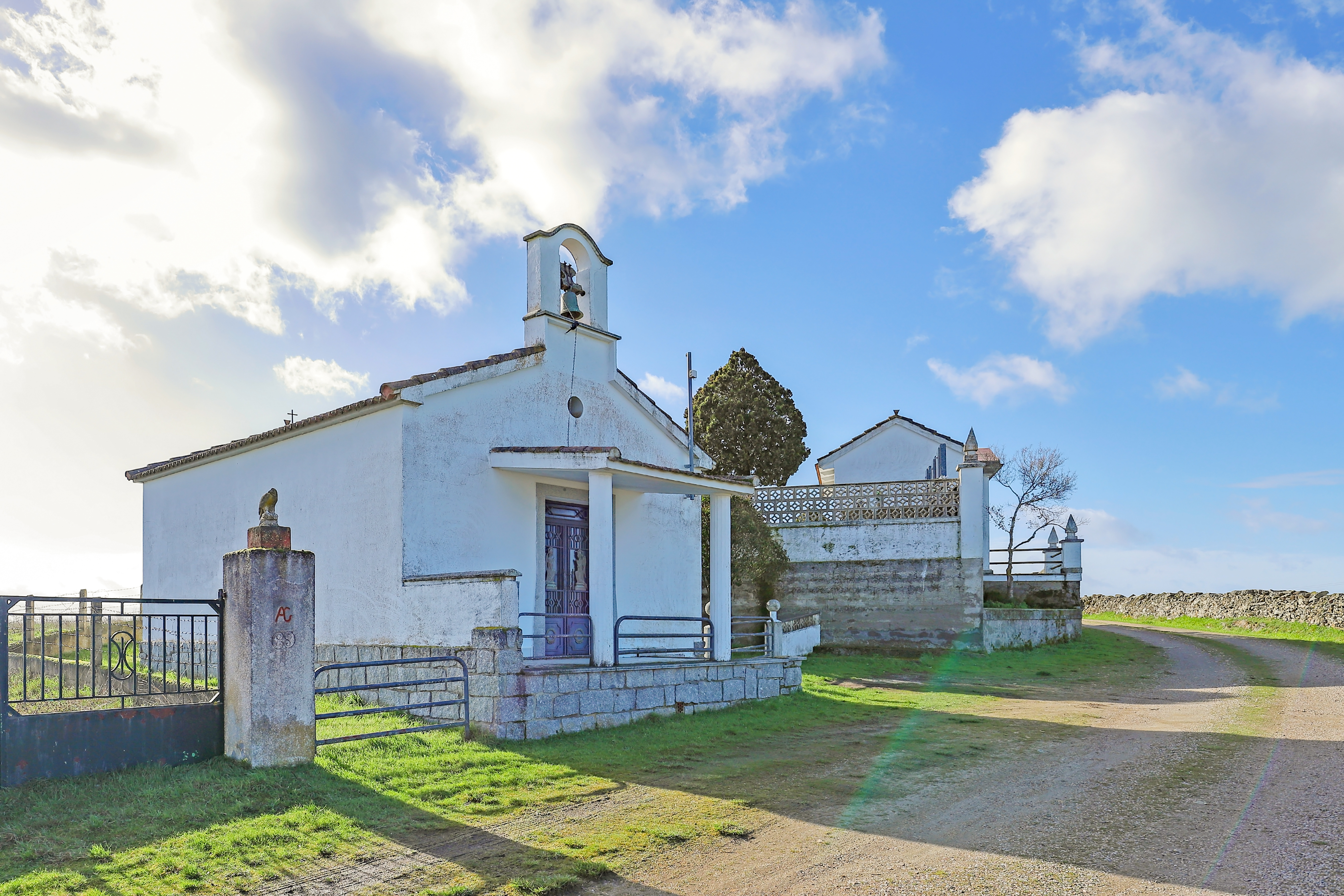
Christuskapelle
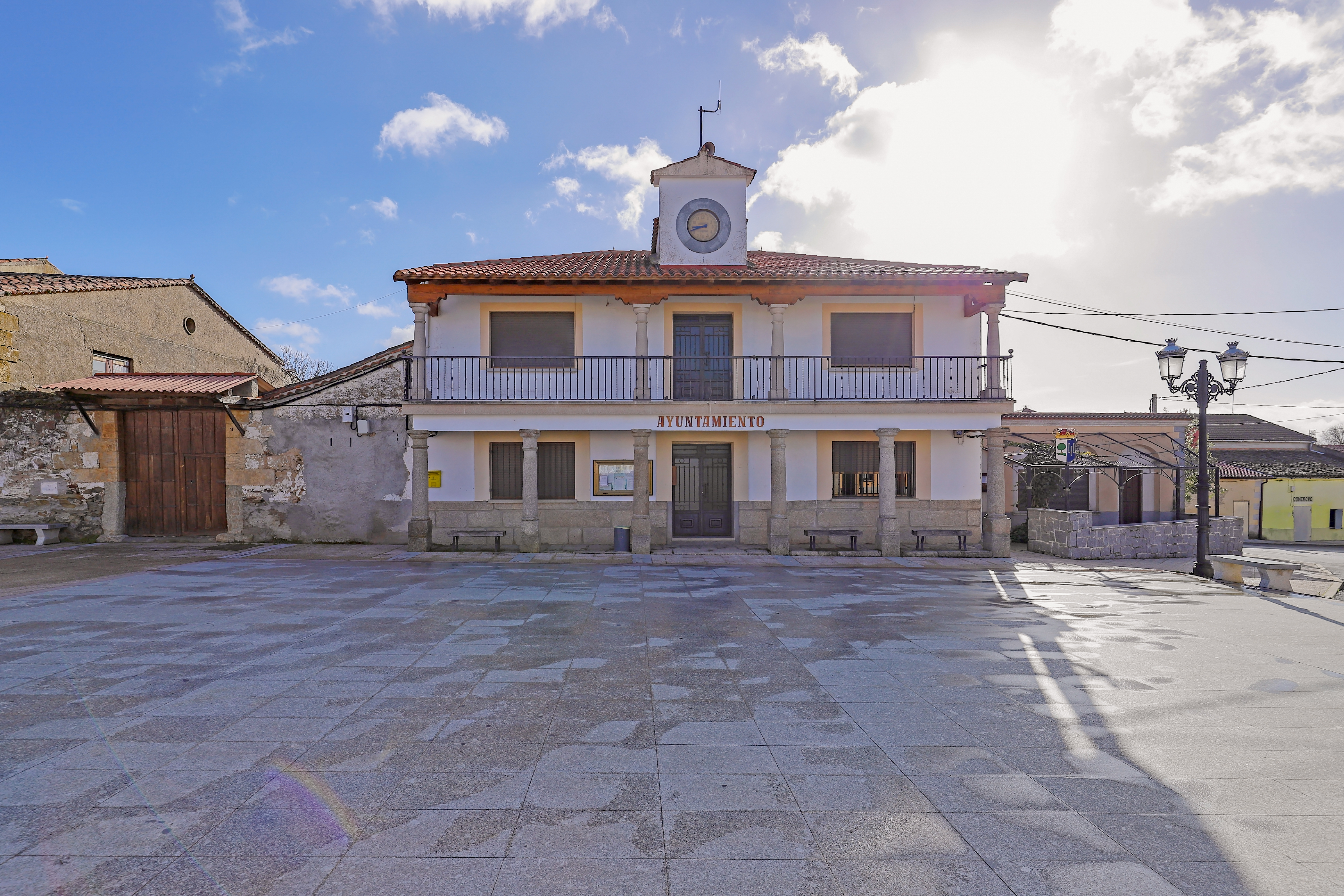
Rathaus
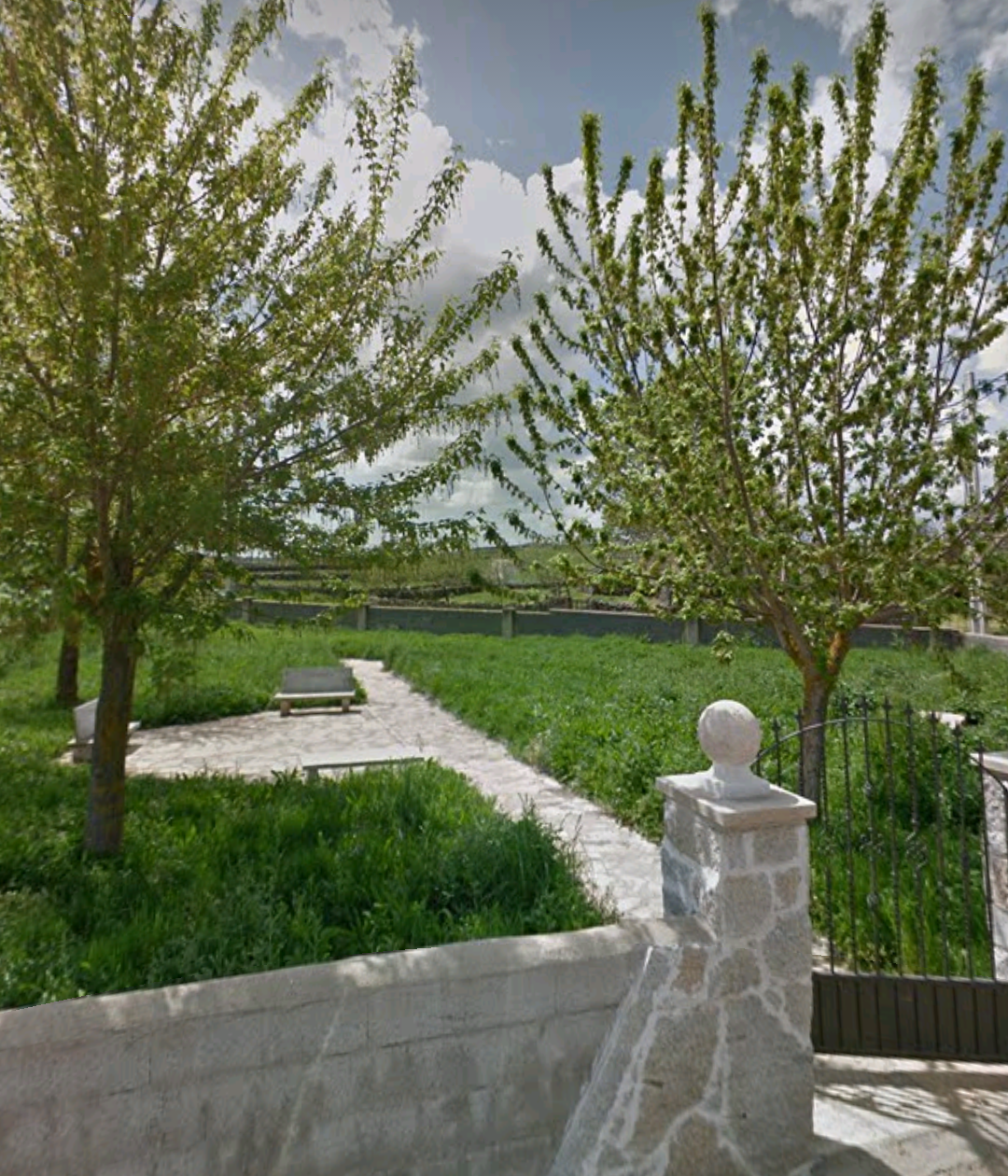
Parkanlagen